# Турсунов, Санжар Шакирджанович
Санжа́р Шакирджанович Турсу́нов (узб. Sanjar Shokirjon Ugli Tursunov; род. 18 августа 1998, Денау, Узбекистан) — узбекский боксёр-профессионал выступающий в первой тяжёлой весовой категории. Участник Олимпийских игр 2020 года, бронзовый призёр чемпионата мира (2017), серебряный и бронзовый призёр чемпионата Азии (2019, 2021), чемпион Узбекистана в любителях.
Выступал в турнирах World Series Boxing в составе полупрофессионального боксерского клуба «Uzbek Tigers» (Узбекские тигры).

## Любительская карьера
В сентябре 2017 года стал бронзовым призёром чемпионата мира в Гамбурге.
В апреле 2019 года стал серебряным призёром чемпионата Азии в Бангкоке.
Выступал в турнирах World Series Boxing в составе полупрофессионального боксерского клуба «Uzbek Tigers» (Узбекские тигры).

### Олимпийские игры 2020 года
В марте 2020 года на Олимпийском квалификационном турнире от Азия и Океания в Аммане (Иордания) занял 4-е место и прошёл квалификацию к Олимпийским играм 2020 года.
И в июле 2021 года участвовал в Олимпийских играх в Токио, но в 1/16 финала соревнований проиграл со счётом 1:4 боксёру из Алжира Абдельхафиду Беншабла.

### 2022 год
В декабре 2022 году стал чемпионом Узбекистана в весе до 92 кг, в финале победив Нусратбека Тохирова.

## Профессиональная карьера
8 ноября 2018 года успешно дебютировал на профессиональном ринге победив в США техническим нокаутом в 2-м раунде опытного мексиканского боксёра Мигеля Кубоса (11-19).

## Статистика профессиональных боёв
В таблице перечислены результаты всех поединков боксёров.
В каждой строке указан результат поединка. Дополнительно номер поединка обозначен цветом, который обозначает итог поединка. Расшифровка обозначений и цветов представлена в нижеследующей таблице.
| Пример | Расшифровка                     |
| ------ | ------------------------------- |
|        | Победа                          |
|        | Ничья                           |
|        | Поражение                       |
|        | Планируемый поединок            |
|        | Поединок признан несостоявшимся |
| КО     | Нокаут                          |
| ТКО    | Технический нокаут              |
| PTS    | Решение судей (по очкам)        |
| UD     | Единогласное решение судей      |
| MD     | Решение большинства судей       |
| SD     | Раздельное решение судей        |
| RTD    | Отказ от продолжения боя        |
| DQ     | Дисквалификация                 |
| NC     | Поединок признан несостоявшимся |

| 3 поединка, 3 победы (1 нокаутом). | 3 поединка, 3 победы (1 нокаутом). | 3 поединка, 3 победы (1 нокаутом). | 3 поединка, 3 победы (1 нокаутом). | 3 поединка, 3 победы (1 нокаутом).             | 3 поединка, 3 победы (1 нокаутом). | 3 поединка, 3 победы (1 нокаутом). |
| Бой                                | Рекорд                             | Дата боя                           | Соперник                           | Место проведения боя                           | Раундов, время                     | Дополнительно                      |
| ---------------------------------- | ---------------------------------- | ---------------------------------- | ---------------------------------- | ---------------------------------------------- | ---------------------------------- | ---------------------------------- |
| 3                                  | 3-0                                | 3 апреля 2021                      | Иван Юхта (3-1-1)                  | Хумо Арена, Ташкент, Узбекистан                | UD 6 (6)                           | Счёт: 60-54, 59-55 (дважды).       |
| 2                                  | 2-0                                | 26 февраля 2021                    | Юрий Быховцев (10-21-3)            | УСК «Крылья Советов», Москва, Россия           | UD 6 (6)                           | Счёт: 60-54, 60-55 (дважды).       |
| 1                                  | 1-0                                | 8 ноября 2018                      | Мигель Кубос (11-19)               | Fantasy Springs Casino, Индио, Калифорния, США | TKO 2 (4), 1:26                    | Дебют в профессиональном боксе.    |